# Équipe cycliste Mapei
L'équipe cycliste Mapei était une équipe cycliste professionnelle italienne, de 1993 à 2002, dirigée par Giuseppe Saronni en 1997 et 1998, Patrick Lefevere en 1999 et 2000, puis Alvaro Crespi de 2000 à 2002. En 2003, l'entreprise Mapei décide d'arrêter son sponsoring et l'équipe devient Quick Step-Innergetic.
Mapei était l'une des plus fortes équipes des années 1990. Elle a remporté le classement de la meilleure équipe UCI de 1994 à 2000 et en 2002.
Le point fort de cette équipe était les courses d'un jour, avec des coureurs tels que Johan Museeuw et Michele Bartoli. L'équipe a notamment remporté Paris-Roubaix cinq fois. En 1996 et 1998, l'équipe a réalisé un triplé en tête de cette course.
Mapei était moins dominatrice dans les Grands Tours. Le seul vrai spécialiste était Tony Rominger, qui a gagné le Tour d'Espagne 1994 et le Tour d'Italie 1995 sous les couleurs de l'équipe Mapei. Cependant, l'équipe Mapei n'a jamais joué de rôle important dans le Tour de France.
Le nom officiel de l'équipe a changé plusieurs fois suivant les co-sponsors. L'équipe s'est appelée successivement : Mapei (1993), Mapei-Clas (1994), Mapei-GB (1995-1997), Mapei-Bricobi (1998) et Mapei-QuickStep (1999-2002).

## Histoire de l'équipe

### Premières saisons (1993-1994)

#### Saison 1994: première classique et Tour d'Espagne
En 1994, l'équipe fusionne avec son homologue espagnole CLAS. Cette fusion permet l'arrivée de coureurs de talents comme Fernando Escartín, le jeune Abraham Olano et le vainqueur de grands Tours Tony Rominger.

## Coureurs connus
Ce tableau présente les résultats obtenus au sein de l'équipe par une sélection de coureurs qui se sont distingués soit par le rôle de leader ou de capitaine de route qui leur a été attribué pendant tout ou partie de leur passage dans l'équipe (comme Johan Museeuw, leader historique de l'équipe), soit en remportant une course majeure pour l'équipe (comme Tony Rominger, vainqueur du Tour d'Espagne 1994), soit encore par leur place dans l'histoire du cyclisme en général (comme Abraham Olano, vainqueur du Tour d'Espagne en 1998).
| Nom                 | Naissance | Nationalité        | Arrivée   | Départ    | Résultats pour l'équipe |
| ------------------- | --------- | ------------------ | --------- | --------- | --- |
| Fernando Escartín   | 1968      | Espagne            | 1994      | 1995      | |
| Gianluca Bortolami  | 1968      | Italie             | 1994      | 1996      | Coupe du monde (1994) Championnat de Zurich (1994) Leeds International Classic (1994) 1 étape du Tour de France                                                                                |
| Abraham Olano       | 1970      | Espagne            | 1994      | 1996      | Championnat du monde sur route (1995) Tour de Romandie (1996) 2e du Tour d'Espagne (1995) et 3 étapes 3e du Tour d'Italie (1996)                                                               |
| Tony Rominger       | 1961      | Suisse             | 1994      | 1996      | Tour d'Espagne (1994) Tour d'Italie (1995) Tour de Romandie (1995) Paris-Nice (1994) Tour du Pays basque (1994) 8 étapes du Tour d'Espagne 4 étapes du Tour d'Italie                           |
| Franco Ballerini    | 1964      | Italie             | 1994 2001 | 1998 2001 | Paris-Roubaix (1995, 1998) |
| Daniele Nardello    | 1972      | Italie             | 1994      | 2002      | Champion d'Italie sur route (2001) 1 étape du Tour de France 2 étapes du Tour d'Espagne |
| Andrea Tafi         | 1966      | Italie             | 1994      | 2002      | Tour de Lombardie (1996) Paris-Roubaix (1999) Tour des Flandres (2002) Paris-Tours (2000) International Rochester Classic (1997)                                                               |
| Frank Vandenbroucke | 1974      | Belgique           | 1995      | 1998      | Paris-Nice (1998) |
| Johan Museeuw       | 1965      | Belgique           | 1995      | 2000      | Championnat du monde sur route (1996) Champion de Belgique sur route (1996) Coupe du monde (1995, 1996) Tour des Flandres (1995, 1998) Paris-Roubaix (1996, 2000) Championnat de Zurich (1995) |
| Manuel Beltrán      | 1971      | Espagne            | 1995 2000 | 1996 2001 | |
| Tom Steels          | 1971      | Belgique           | 1996      | 2002      | Champion de Belgique sur route (1997, 1998, 2002) 9 étapes du Tour de France 2 étapes du Tour d'Espagne                                                                                        |
| Gianni Bugno        | 1964      | Italie             | 1997      | 1998      | 1 étape du Tour d'Espagne |
| Oscar Camenzind     | 1971      | Suisse             | 1997      | 1998      | Championnat du monde sur route (1998) Tour de Lombardie (1998) |
| Ján Svorada         | 1968      | République tchèque | 1997      | 1998      | 3 étapes du Tour d'Espagne 1 étape du Tour de France |
| Pavel Tonkov        | 1969      | Russie             | 1997      | 2000      | Tour de Romandie (1997) 2e (2x) et 5e du Tour d'Italie et 4 étapes 3e et 4e du Tour d'Espagne et 1 étape                                                                                       |
| Axel Merckx         | 1972      | Belgique           | 1999      | 2000      | Champion de Belgique sur route (2000) 1 étape du Tour d'Italie |
| Michele Bartoli     | 1970      | Italie             | 1999      | 2001      | Flèche wallonne (1999) Tirreno-Adriatico (1999) |
| Paolo Bettini       | 1974      | Italie             | 1999      | 2002      | Coupe du monde (2002) Liège-Bastogne-Liège (2000, 2002) Championnat de Zurich (2001) 1 étape du Tour de France                                                                                 |
| Óscar Freire        | 1976      | Espagne            | 2000      | 2002      | Championnat du monde sur route (2001) 1 étape du Tour de France 2 étapes du Tour d'Espagne |
| Stefano Garzelli    | 1973      | Italie             | 2001      | 2002      | 2 étapes du Tour d'Italie |
| Fabian Cancellara   | 1981      | Suisse             | 2001      | 2002      | Champion de Suisse contre-la-montre (2002) |
| Evgueni Petrov      | 1978      | Russie             | 2001      | 2002      | Champion de Russie contre-la-montre (2002) Tour de l'Avenir (2002) |

## Palmarès et statistiques

### Principales victoires

#### Classiques
L'équipe remporte entre 1994 et 2002 16 classiques majeures du calendrier.
- Championnat de Zurich :1994 (Gianluca Bortolami), 1995 (Johan Museeuw) et 2001 (Paolo Bettini)
- Paris-Roubaix : 1995 et 1998 (Franco Ballerini), 1996 et 2000 (Johan Museeuw) et 1999 (Andrea Tafi)
- Tour des Flandres : 1995 et 1998 (Johan Museeuw), 2002 (Andrea Tafi)
- Tour de Lombardie : 1996 (Andrea Tafi) et 1998 (Oscar Camenzind)
- Flèche wallonne : 1999 (Michele Bartoli)
- Paris-Tours : 2000 (Andrea Tafi)
- Liège-Bastogne-Liège : 2000 et 2002 (Paolo Bettini)

#### Grands tours
L'équipe compte 29 participations dans les grands tours entre 1994 et 2002, avec les résultats suivants :
| - Tour de France - 9 participations (1994, 1995, 1996, 1997, 1998, 1999, 2000, 2001, 2002) - 15 victoires d'étapes : - 1 en 1994 : Gianluca Bortolami - 6 en 1998 : Tom Steels (4), Ján Svorada, Daniele Nardello - 3 en 1999 : Tom Steels (3) - 4 en 2000 : Paolo Bettini, Tom Steels (2), Stefano Zanini - 1 en 2002 : Óscar Freire - Victoire finale : 0 - Autres classements : 0 | - Tour d'Italie - 10 participations (1993,1994, 1995, 1996, 1997, 1998, 1999, 2000, 2001, 2002) - 13 victoires d'étapes : - 4 en 1995 : Tony Rominger (4) - 5 en 1997 : Tonkov (3), Missaglia, Di Grande - 1 en 1998 : Pavel Tonkov - 2 en 2000 : Axel Merckx, Paolo Lanfranchi - 1 en 2001 : Stefano Zanini - Victoire finale : 1995 (Tony Rominger) - Autres classements : 2 - Classement par points : 1995 (Tony Rominger) - Classement intergiro : 1995 (Tony Rominger) | - Tour d'Espagne - 10 participations (1993, 1994, 1995, 1996, 1997, 1998, 1999, 2000, 2001, 2002) - 25 victoires d'étapes : - 6 en 1994 : Tony Rominger (6) - 4 en 1995 : Abraham Olano (3), Adriano Baffi - 5 en 1996 : Steels (2), Rominger (2), Nardello - 5 en 1997 : Ján Svorada (3), Pavel Tonkov (2) - 1 en 1998 : Gianni Bugno - 1 en 1999 : Daniele Nardello - 3 en 2000 : Óscar Freire (2), Davide Bramati - Victoire finale : 1994 (Tony Rominger) - Autres classements : 1 - Grand Prix de la montagne : 1996 (Tony Rominger) |

#### Autres courses par étapes
Entre 1994 avec Paris-Nice remporté par le Suisse Tony Rominger et 1999 avec la victoire de Michele Bartoli sur Tirreno-Adriatico, l'équipe remporte 7 courses par étapes majeures du calendrier mondial.
- Paris-Nice : 1994 (Tony Rominger), 1998 (Frank Vandenbroucke)
- Tour du Pays basque : 1994 (Tony Rominger)
- Tour de Romandie : 1995 (Tony Rominger), 1996 (Abraham Olano), 1997 (Pavel Tonkov)
- Tirreno-Adriatico : 1999 (Michele Bartoli)

#### Championnats nationaux
- Championnats de Belgique (5) :
  - Course en ligne : 1996 (Johan Museeuw), 1997, 1998 et 2002 (Tom Steels), 2000 (Axel Merckx)
- Championnats d'Espagne (1) :
  - Course en ligne : 1996 (Manuel Fernández Ginés)
- Championnats de Hongrie (2) :
  - Contre-la-montre : 2001 et 2002 (László Bodrogi)
- Championnats d'Italie (2) :
  - Course en ligne : 2000 (Michele Bartoli), 2001 (Daniele Nardello)
- Championnats du Kazakhstan (1) :
  - Course en ligne : 2002 (Dmitriy Muravyev)
- Championnats de Suisse (1) :
  - Contre-la-montre : 2002 (Fabian Cancellara)
- Championnats de République tchèque (1) :
  - Course en ligne : 1998 (Ján Svorada)
- Championnats de Russie (1) :
  - Contre-la-montre : 2002 (Evgueni Petrov)

#### Championnats du monde
- Championnat du monde sur route : 1995 (Abraham Olano), 1996 (Johan Museeuw), 1998 (Oscar Camenzind) et 2001 (Óscar Freire)

### Classements UCI
De 1993 à 2002, l'équipe est classée parmi les Groupes Sportifs I, la première catégorie des équipes cyclistes professionnelles. Les classements détaillés ci-dessous pour cette période sont ceux de la formation en fin de saison.
| Saison | Classement par équipes | Meilleur coureur au classement individuel |
| ------ | ---------------------- | ----------------------------------------- |
| 1993   | 21e                    | Stefano Della Santa (29e)                 |
| 1994   | 1re                    | Tony Rominger (1er)                       |
| 1995   | 1re                    | Tony Rominger (2e)                        |
| 1996   | 1re                    | Johan Museeuw (4e)                        |
| 1997   | 1re                    | Pavel Tonkov (5e)                         |
| 1998   | 1re                    | Andrea Tafi (7e)                          |
| 1999   | 1re                    | Paolo Bettini (13e)                       |
| 2000   | 1re                    | Paolo Bettini (10e)                       |
| 2001   | 4e                     | Paolo Bettini (9e)                        |
| 2002   | 1re                    | Paolo Bettini (3e)                        |

## Dopage
Plusieurs coureurs de l'équipe Mapei seront impliqués dans des affaires de dopage, parmi lesquels :
- Franco Ballerini (ITA) en 1996
- Gianni Bugno (ITA) en 1999
- Valentino Fois à deux reprises en 1998
- Stefano Garzelli (ITA) en 2002
- Stefano Zanini en 2001
- Philippe Koehler en 2005